# Rainfarn-Mönch
Der Rainfarn-Mönch (Cucullia tanaceti) ist ein Schmetterling aus der Familie der Eulenfalter (Noctuidae). 

## Merkmale
Der Nachtfalter besitzt graubraun gemusterte Vorderflügel. Die Hinterflügel sind weiß, mit braunen Rändern und Adern. Die Spannweite beträgt 40–48 mm. Als Raupe ist die Grundfarbe weiß mit gelben Längsstreifen sowie ein schwarzes Fleckenmuster. 
Es gibt mehrere verwandte Arten, deren Falter denen des Rainfarn-Mönchs sehr ähneln:
- Kräuter-Mönch (Cucullia lucifuga)
- Lattich-Mönch (Cucullia lactucae)
- Schattenmönch (Cucullia umbratica).

Die Raupen jeder dieser Arten sind durch ihr Muster unverwechselbar.

## Vorkommen
Das Verbreitungsgebiet der Schmetterlingsart erstreckt sich von Nordafrika über Südeuropa, Teilen Mitteleuropas bis nach Vorderasien (Iran und Turkestan).
Der Rainfarn-Mönch bevorzugt als Habitat sandige Magerrasenareale.
Der Rainfarn-Mönch wird in Deutschland auf der "Roten Liste der gefährdeten Arten" auf Stufe 2 (stark gefährdet) geführt.

## Lebensweise
Die Schmetterlinge fliegen in zwei Generationen in den Monaten April bis Anfang Juni sowie von Juli bis September. Die Raupen fressen generell an Korbblütlern.
Zu den Futterpflanzen der Raupen im Sommer zählen die Schafgarbe (Achillea), Wucherblumen (Tanacetum), Hundskamillen (Anthemis) und Heiligenkraut (Santolina). Überwiegend ernähren sich die Raupen in der Herbstsaison von Pflanzen der Gattung Artemisia. Die Schmetterlingsart überwintert als Puppe. 

## Taxonomie
Aus der Literatur sind folgende Synonyme und Namenskombinationen bekannt:
- Noctua tanaceti (Denis & Schiffermüller, 1775)
- Cucullia beata (Rothschild, 1920)